# Оптичні константи мінералів
Оптичні константи мінералів (рос. оптические константы минералов, англ. optical constants of minerals, нім. optische Mineralkonstanten f pl) — постійні для кожного мінералу величини, які характеризують його оптичні властивості.
До найважливіших оптичних констант належать:
- показники заломлення,
- кут між оптичними осями,
- знак кристалу,
- орієнтування оптичної індикатриси,
- знак головної зони, двозаломлення,
- дисперсія світла та інші.

Усі ці властивості мінералів вивчають у тонких шліфах або порошках за допомогою поляризаційного мікроскопа. Кожному мінералу властиві свої особливі оптичні константи, але в межах окремих класів, груп та підгруп спостерігаються близькі їх значення. На оптичних константах ґрунтується методика визначення мінералів під мікроскопом.